# 藤田浩司
藤田 浩司（ふじた こうじ）は、日本のドラマー、ピアニスト、作曲家、プロデューサー。

## 略歴
千葉県立長生高等学校卒。東京芸術大学音楽学部器楽科打楽器専攻卒。千葉大学大学院教育学研究科修了。
1997年、「UnaMuchacha（ウナムチャーチャ）/藤田浩司&The Cuban All Stars」(CubanJazzRecords CJ0007)を、ブエナ・ビスタ・ソシアル・クラブのロベルト・ガルシア、バンボレオのラサロ・バルデス、オマーラのロベルティコ、ゴンサロ・ルバルカバのフェリペ・カブレラ等いずれも来日公演を果たしているキューバの一流ミュージシャンをメンバーに迎えレコーディング。
```
2006年4月、全パートを自ら演奏した意欲作「
Inafanta657（インファンタ657）/
藤田浩司」(CubanJazzRecords CJ0009)を発売。
```

2008年よりジルジャンエンドーサー。
ドラムスタジオ・ラ・フィエスタ主宰。

## 主な著作
- 「ラテンキューバンドラム教本上・下巻」(Drum Studio LA FIESTA)